# Kältewelle in Europa Spätwinter 1971
Die Kältewelle in Europa im Spätwinter 1971 war ein Kälteeinbruch während des Spätwinters 1970/1971, der in Zentraleuropa und Italien für abnorm tiefe Temperaturen sorgte.

## Meteorologie
Nach einer Kältewelle im Januar und einer mehrwöchigen viel zu milden Phase begann um den 15. Februar ein Einbruch polarer Kaltluft. Bedingt wurde das Ereignis durch eine starke Verwirbelung des Jetstreams, die mehrere Kaltlufttropfen nach Mitteleuropa steuerte, während das Azorenhoch Warmluft bis Island vorstoßen ließ. Mehrmals erreichte die Kaltluft in dieser Vorphase Sizilien, die Mittelmeerküste Afrikas und die Ägäis. Die mächtigste dieser Luftmassen wanderte ab dem 25. Februar über Skandinavien südwärts nach Zentraleuropa, mit Temperaturen von weit unter −20 °C, und hielt sich bis in die zweite Märzwoche.
In Schweden beispielsweise war das Ereignis mit 8 Eistagen an allen Messstellen in Folge (26. Februar bis 5. März) die zweitlängste landesweite Kältewelle zwischen 1950 und 2000 (nach Februar 1970 und mit dem Jahreswechsel 1978/79).
Schon am 1. März maß man in Rom −4°, in Neapel −1°. Am 2. setzte Schneefall in ganz Italien ein, in Rom beispielsweise schneite es 5 Tage lang, mit fast 20 cm Neuschnee. Auch an der Küste des Var und an der Côte d’Azur gab es Schnee, so 20 cm Cannes, in St. Tropez schneite es das erste Mal seit 100 Jahren wieder. Auch Korsika und Sardinien (Cagliari, 6. März). erlebten seltenen Schnee bis in die Niederungen.
Den Höhepunkt hatte die Kältewelle im Alpenraum am 5., im Mittelmeerraum am 6. März. Südfrankreich erreichte bisher tiefste je gemessene Werte (Cannes; −1,9 °C, Nizza 0,7 °C), in den Abruzzen in Rocca di Mezzo (bei L’Aquila) maß man −23 °C. An diesem Tag wurde mit −34,6 °C auf der Station Plateau Rosa, auf 3488 m im Aostatal, die tiefste je in Italien gemessene Temperatur verzeichnet. −6,6 °C in Triest waren die niedrigste Märztemperatur seit 1841, in dieser Nacht war auch die Lagune von Venedig teilweise zugefroren.
Am 8. März stellt sich die Großwetterlage etwas um. Mit warmen südwestlichen Strömungen aus Afrika und der Rückkehr der atlantischen Warmluft über den Britischen Inseln endete die Kälte in Süditalien (bis +20 °C), dehnte sich aber bis Nordspanien aus. So verzeichnete man mit −29 °C am 7. März in Morbier im Jura die Tiefsttemperatur dieses Ereignisses für Frankreich. Die Kaltluftmassen über Mitteleuropa wurden dann erst Mitte März gegen Osten abgedrängt.